# Капитальные расходы
Капитальные расходы (также CAPEX от англ. CAPital EXpenditure) — капитал,  использующийся компаниями для приобретения или модернизации физических активов (жилой и промышленной недвижимости, оборудования, технологий).
Нередко встречается и такое определение CAPEX — это инвестиционные затраты на покупку основных фондов, а также затраты по обслуживанию кредитов на их приобретение.

## Капитальные расходы предприятий
Капитальные расходы представляют собой инвестиционную деятельность предприятия, вложения в покупку оборудования, зданий и сооружений, строительство и т. п. Капитальные затраты могут включать всё от замены стёкол в крыше до построения совершенно новой фабрики. В общем случае капитальные затраты рассчитываются как прирост основных средств во времени (определяется по балансу организации). Большинство предприятий осуществляет значительные вложения в основные средства, поскольку они создают основу для их деятельности и составляют порядка 60 % в структуре активов.

## Капитальные расходы банков
Совершенно иное значение капитальные расходы имеют для кредитных организаций. Потребности банков в основных средствах ограничиваются покупкой офисной техники и оборудовании зданий, которые зачастую арендуются. Становится понятным, что вложения в основные средства для предприятий финансового сектора несопоставимо малы по сравнению с промышленными предприятиями. Доля основных средств в структуре активов банков, как правило, не превышает 3-4 %. Незначительные вложения в основные средства для банков должны компенсироваться значительными вложениями в нематериальные активы: оптимизация систем расчетов и управления, обучение персонала и т. п. Однако доля нематериальных активов в российских банках ещё меньше, чем доля основных средств и не превышает 1 % от общей суммы активов. Таким образом, отличительной особенностью предприятий финансового сектора является очень малые объёмы капитальных вложений.